# كيفن كوثبرت
كيفن كوثبرت (بالإنجليزية: Kevin Cuthbert)‏ (8 سبتمبر 1982 ببيرث في المملكة المتحدة - ) هو لاعب كرة قدم بريطاني في مركز حراسة المرمى. لعب مع ريث روفرز وسانت جونستون وهاميلتون أكاديميكال ونادي آير يونايتد ونادي غرينوك مورتون.

## وصلات خارجية
- كيفن كوثبرت على موقع قاعدة بيانات كرة القدم.إي يو (الإنجليزية)
- كيفن كوثبرت على موقع Soccerbase.com (لاعب) (الإنجليزية)